# Сарм'єнтит
Сарм'єнтит (рос. сармьентит, сармиентит; англ. sarmientite; нім. Sarmientit m) — мінерал, водний арсенат-сульфат заліза. За прізв. президента Арґентини Д. Ф. Сарм'єнто (D.F.Sarmiento), V.Angellelli, S.G.Gordon, 1941.

## Загальний опис
Хімічна формула: Fe23+[OH|SO4|AsO4]∙5H2O. Склад у % (з родовища Санта-Елена, Арґентина): Fe2O3 — 36,57; SO3 — 18,28; As2O5 — 22,68; H2O — 22,86. Домішки: CaO (0,27).
Сингонія моноклінна. Призматичний вид. Утворює призматичні кристали. Густина 2,58. Колір блідо-жовтий, помаранчевий. Близький до пітициту. Зустрічається в залізо-сульфатних родовищах. Рідкісний.